# Говард Маккі
Говард Маккі (англ. Howard Mackie, нар. 22 січня 1958) — американський редактор коміксів і письменник. Він працював майже виключно для Marvel Comics і найбільш відомий, як співавтор версії персонажа Примарного вершника Денні Кетча.

## Раннє життя
Маккі виріс у Сайпрес-Хіллз, Бруклін, в основному виховувався матір'ю, оскільки його батько помер, коли йому було сім років.

## Кар'єра

### Редактор
Макі розпочав свою кар'єру в коміксах у 1984 році як помічник редактора Марка Грюнвальда. На початку кар'єри Маккі в колонці Грюнвальда постійно з'являвся жарт про те, що Маккі — загадкова фігура, обличчя якої ніхто в «Марвел» ніколи не бачив.
Підвищений на початку 1987 року до керуючого редактора спеціальних проектів, потім Макі керував лінією «Новий Всесвіт» Marvel.

### Письменник

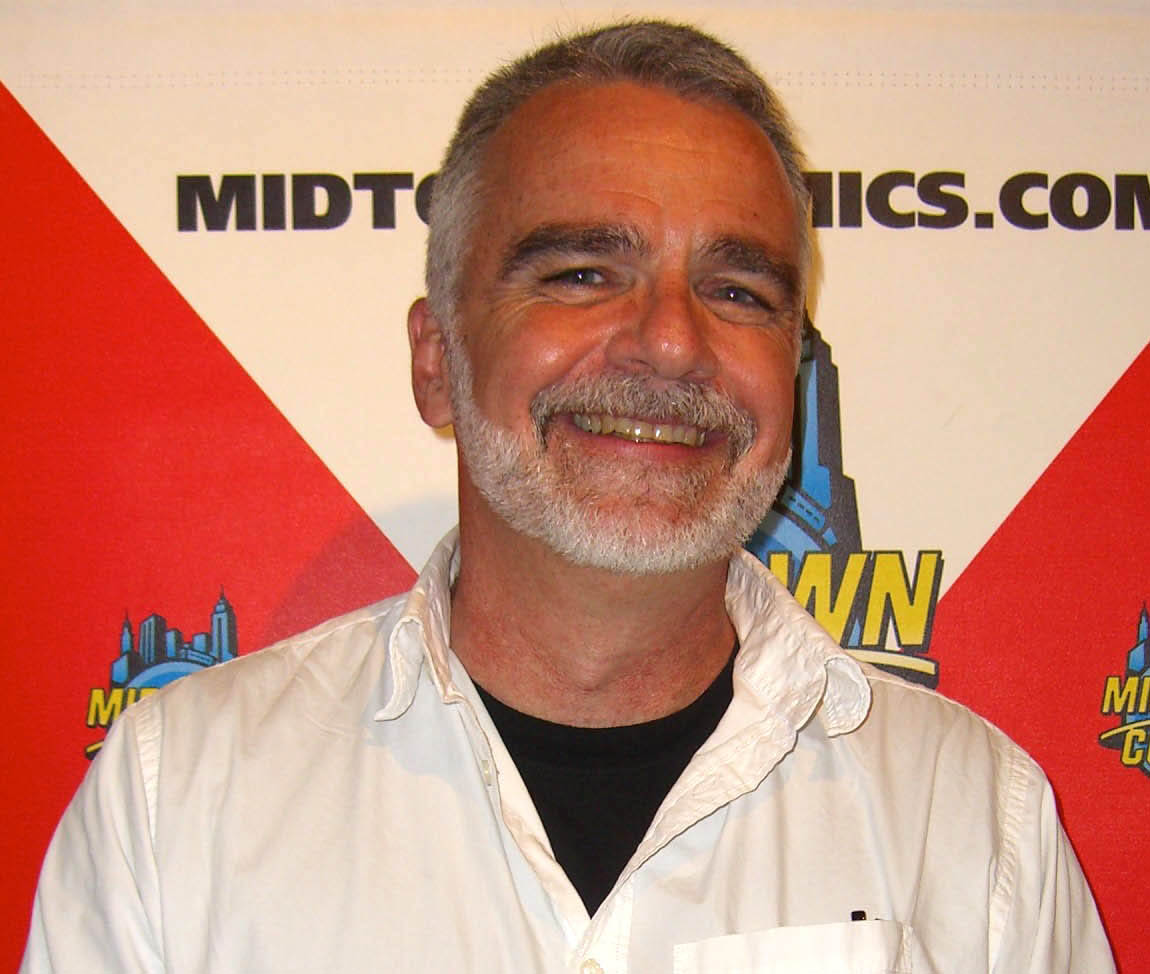
Макі під час підписання контракту на Ravagers #1 у Midtown Comics на Мангеттені.

Макі вперше привернув увагу як письменник у 1990 році, коли він і художник Хав'єр Сальтарес запустили нову серію «Примарного вершника» для Marvel, оновивши персонажа та представивши нового ведучого, Денні Кетча. Маккі писав «Примарного вершника» до випуску № 69 (січень 1996). Він є автором двох односерійних фільмів про «Примарного Вершника» / «Росомаху» / «Карателя», «Серця темряви» (1991) та його продовження «Темний задум» (1994).
У 1992 році Макі став постійним сценаристом «Мережі Людини-павука» з № 85. Він залишатиметься в різних титулах про Людину-павука до саги про клонів. У січні 1999 року Макі став сценаристом серії «Дивовижна Людина-павук» і «Пітер Паркер: Людина-павук», коли ці дві назви було перезапущено з новими першими випусками. Макі залишив франшизу про Людину-павука з The Amazing Spider-Man vol. 2, № 29 (травень 2001).
Робота Маккі над серією «Люди Ікс» включала написання спін-оффу «Х-Фактор» з № 115-149 (1995—1998), а також його наступника «Мутант Ікс» (1998—2001). Він написав кілька міні-серіалів про Гамбіта, Росомаху та Роуґ
Наприкінці 2009 року Маккі разом з Томом ДеФалко написав шестисерійний міні-серіал «Людина-павук: Сага про клонів», історія якого була заснована на оригінальних нотатках Маккі для кросовера 1990-х років. Пізніше він був зібраний у книзі «Людина-павук: Справжня сага про клонів».
Макі написав серію The Ravagers для DC Comics у 2012 році як частину «Другої хвилі» The New 52.

### Комікси DC
- Batman Black and White vol. 2 #1 (2013)
- Ravagers #1–7, 0 (2012—2013)
- Speed Demon #1 (1996)

### Комікси Marvel
- Air Raiders #1–3 (1987—1988)
- The Amazing Spider-Man vol. 2 #1–29 (1999—2001)
- The Amazing Spider-Man 1999
- The Amazing Spider-Man 2000
- The Amazing Spider-Man 2001
- Вражаючі Люди Ікс (комікс) #1–3 (1995)
- Avengers Spotlight #21–25, 27–29 (1989—1990)
- Blaze: Legacy of Blood #1–4 (1993—1994)
- The Brotherhood #1–9 (2001—2002), as Writer X
- Чак Норріс Karate Kommandos #4 (1987)
- D.P. 7 #21 (1988)
- Gambit #1–4 (1993—1994)
- Gambit vol. 2 #1–4 (1997)
- Ghost Rider vol. 3 #1–69, Annual #1 (1990—1996)
- Ghost Rider/Blaze: Spirits of Vengeance #1–23 (1992—1994)
- Ghost Rider/Wolverine/Каратель (персонаж): Dark Design #1 (1995)
- Ghost Rider/Wolverine/Punisher: Hearts of Darkness #1 (1991)
- Ghost Riders: Crossroads #1 (1995)
- Impossible Man Summer Vacation Spectacular #1 (1990)
- Залізна людина #211 (1986)
- Logan #1 (1996)
- Logan: Shadow Society #1 (1996)
- Marc Spector: Moon Knight #25, 32–33 (1991)
- Marvel Comics Presents #24–31, 64–71, 90–95, 97, 99–106, 117—122 (1989—1993)
- Marvel Holiday Special #1 (1992)
- Опівнічні сини Unlimited #1 (1993)
- Mutant X #1–32 (1998—2001)
- Mutant X 2000
- Mutant X 2001
- Peter Parker: Spider-Man #1–19 (1999—2000)
- Power Pack #34 (1988)
- Powerline #8 (1989)
- Psi-Force #22 (1988)
- Rogue #1–4 (1995)
- Scarlet Spider #1–2 (1995)
- Sensational Жінка-Галк #50 (1993)
- Solo Avengers #12, 18–20 (1988—1989)
- The Spectacular Spider-Man #263 (1998)
- Spider-Man #24, 44–98, −1, (1992—1998)
- Spider-Man: Made Men #1 (1998)
- Tales of the Marvel Universe #1 (1997)
- Uncanny X-Men '96 #1
- Venom: Nights of Vengeance #1–4 (1994)
- Venom: Separation Anxiety #1–4 (1994—1995)
- Web of Spider-Man #84–96 (1992—1993)
- Webspinners: Tales of Spider-Man #13–14 (2000)
- What The--?! #6 (1990)
- X-Factor #115–149, −1 (1995—1998)
- X-Men Chronicles #1–2 (1995)
- X-Men Unlimited #7–8, 15 (1994—1997)